# シヴァージー5世
シヴァージー5世（Shivaji V, 1830年12月26日 - 1866年8月4日）は、インドのデカン地方、コールハープル藩王国の君主（在位：1838年 - 1866年）。

## 生涯
1830年12月26日、コールハープル藩王国の君主シャハージーの息子として、コールハープルで誕生した。
1838年11月29日、父シャハージーが死亡したことにより、藩王位を継承した。
1866年8月4日、シヴァージー5世はコールハープルで死亡し、養子のラージャーラーム2世が王位を継承した。